# بيع

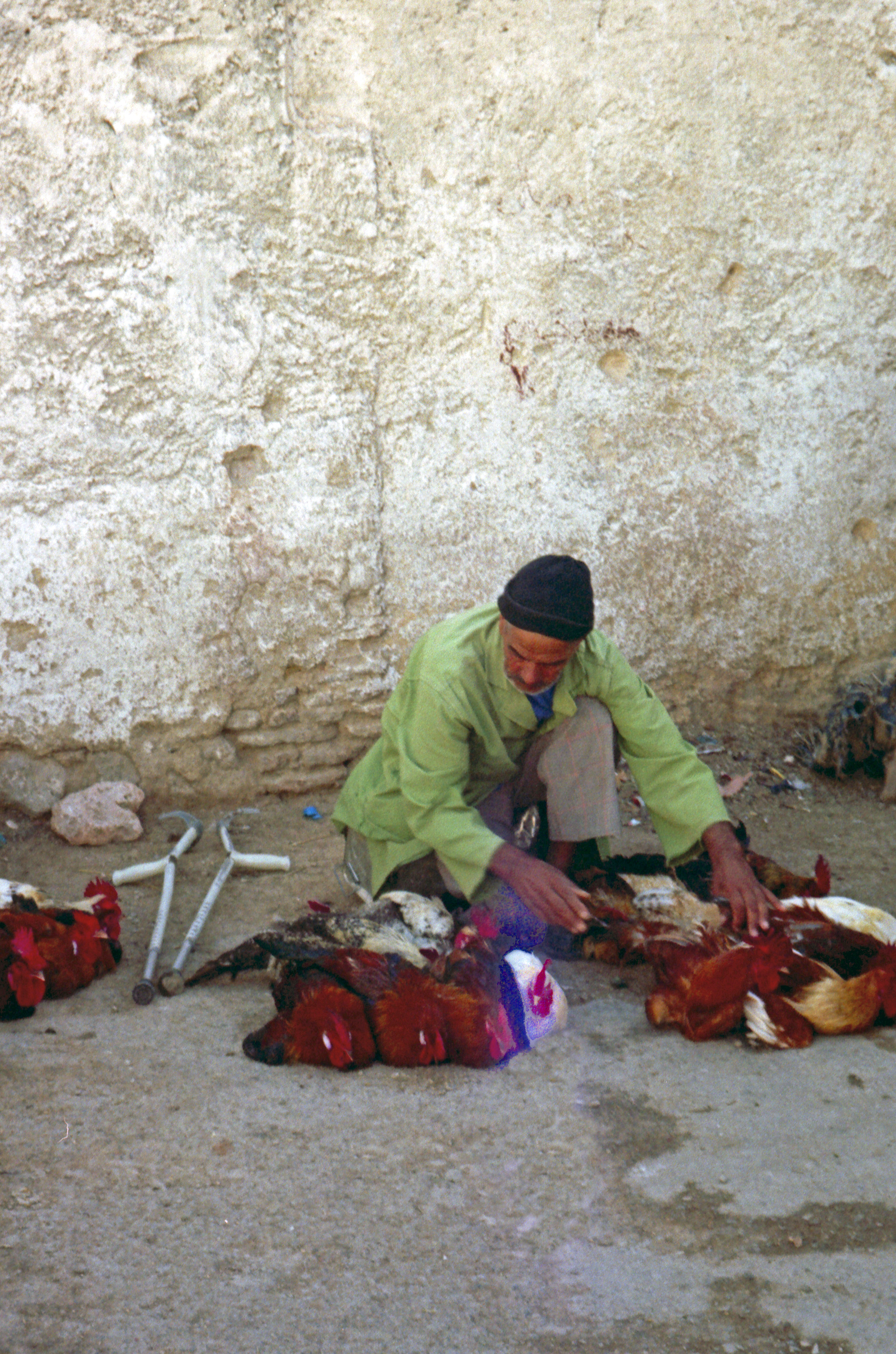
بائع متجول يعرض دجاج للبيع

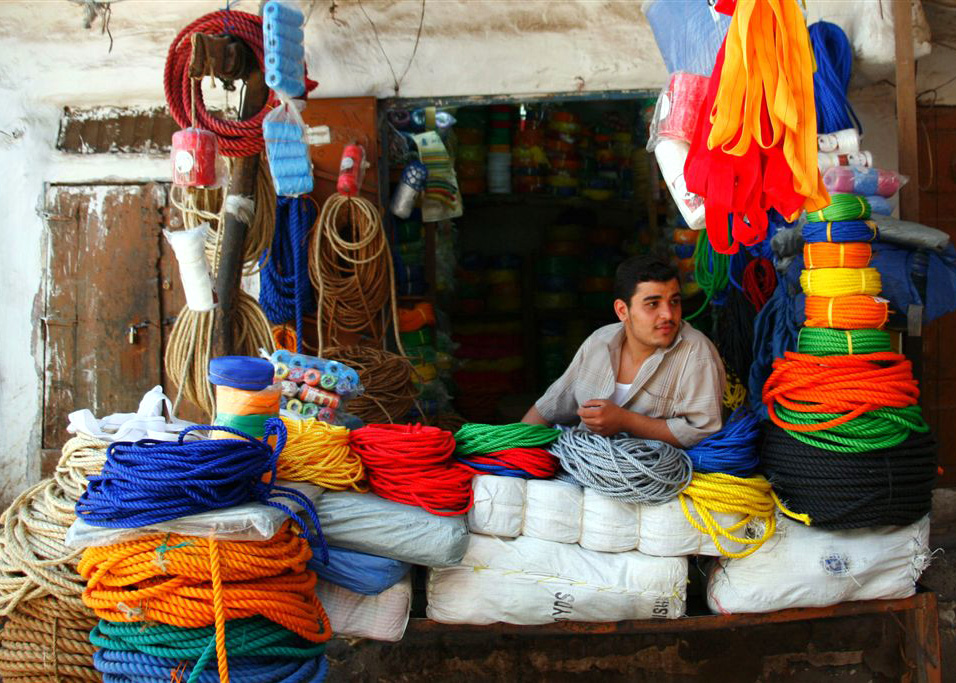
بائع حبال في سوق المدينة في حلب- سوريا

البيع تصريف المنتجات للمستهلك، والتركيز على نشاط مبادلة السلع بالنقود.
والبيع أيضاً هو: نقل ملك إلى الغير بثمن. والشراء قبوله. ويطلق كل منهما على الآخر.
وتعرف عملية البيع أيضاً بأنها عملية مفاوضات تبدأ بين المشتري والبائع ويكون لدى المشتري محقق للشروط ولدى البائع الحاجة التي يبحث عنها المشتري.
ويجمع البيع على بيوع لاختلاف أنواعه.
البيع جزء من عملية تسمى التسويق وهذه تشمل أبحاث التسويق وتطوير الإنتاج وتحديد الأسعار والإعلان، بالإضافة إلى أنشطة أخرى. هنالك تشابه بين البيع وفن الإعلان التجاري أي التسويق لأن الاثنين يهدفان لإقناع الجمهور بشراء سلعة بإظهار جودتها. إلا أن عملية البيع تشتمل على اتصال مزدوج بين المشتري والبائع، فهي تمكن المشتري من طرح أسئلة حول المنتجات والحصول على معلومات إضافية في الحال من طرف البائع.

## تاريخ

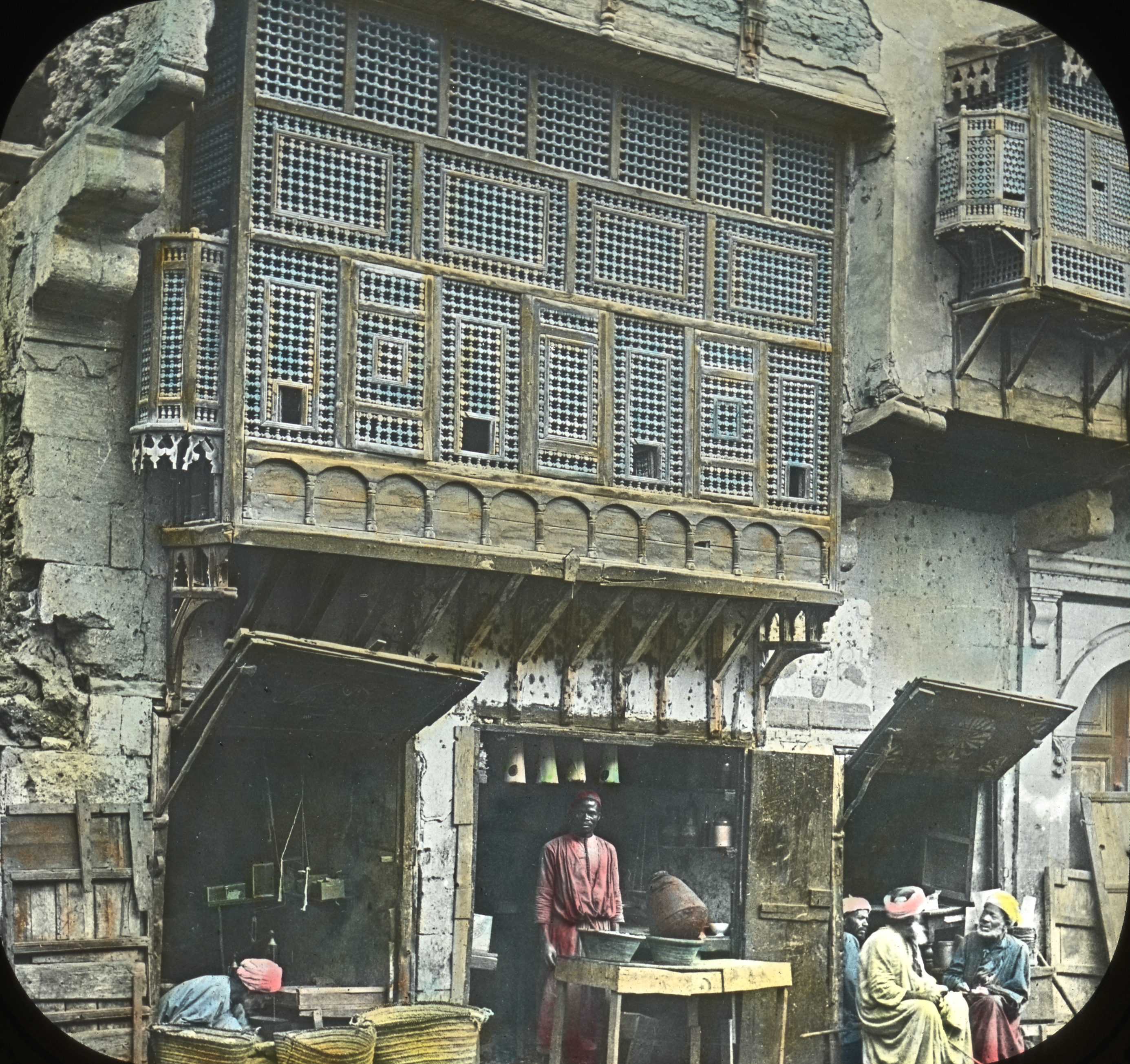

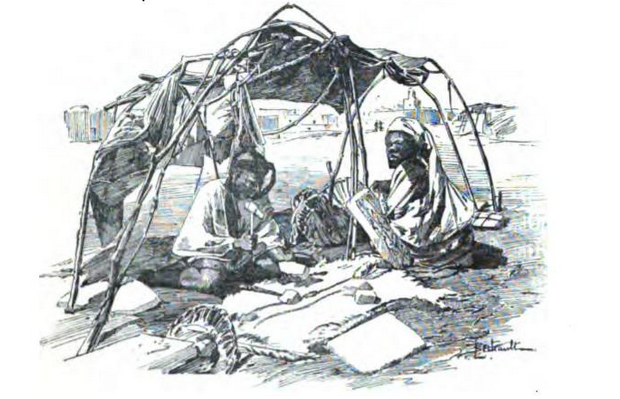
بائع ملح - تنبكت

عرفت ممارسة البيع منذ آلاف السنين. وأدى البيع دورا أساسيا في تنمية اقتصاد كثير من الشعوب وتطورهم. وعلى مر العصور كان البائعين يقومون بإقناع الجمهور بشراء سلع جديدة أفضل وأجود. وأهم مثال لذلك عزوف الجمهور في البداية عن شراء بعض السلع كالسيارات وأجهزة التلفاز ولكن بعد مجهودات البيع المكثفة نراها تجد إقبالاً من الجمهور وهناك أنواع عديدة للبيع.
يشتري المستهلكون عادة سلعهم من تجار البيع بالتجزئة كالمجمعات الاستهلاكية والأسواق المركزية. لكن في معظم الأحيان يتم بيع وشراء السلعة عدة مرات قبل أن تصل إلى المستهلكين. إذ يبيع معظم أصحاب المصانع منتجاتهم لشركات أعمال تسمى محالّ البيع بالجملة التي تبيعها لتجار التجزئة وهؤلاء بدورهم يبيعونها للمستهلكين.

### نشأة البيع
عرفت ممارسة عمليات البيع منذ آلاف السنين. وتشير الآثار القديمة المكتشفة عن إنسان ما قبل التاريخ أنه مارس التجارة في مختلف السلع. كما تشير العديد من الكتابات القديمة، وهي طلبات بيع ومستندات تجارية إلى أن الناس في العصور القديمة كانوا قد ابتكروا شبكات تجارية معقدة. لقد مكن اكتشاف النقد حوالي سنة 600 ق م الناس من بيع سلعهم بدلا من مقايضتها. ونتيجة لهذا توسعت التجارة وكذلك عملية البيع.
أما في غرب أوروبا فقد تمت ممارسة عمليات تجارية قليلة في الفترة من القرن الخامس إلى القرن الثاني عشر الميلادي. فمعظم الناس كانوا يقومون بتوفير احتياجاتهم في منازلهم أو بأنفسهم، كزراعة المواد الغذائية ونسيج الملابس وصناعة الأدوات التي يحتاجونها لمزاولة أعمالهم. أما في العالم الإسلامي فقد ازدهرت التجارة وحركة البيع والشراء في هذه الفترة، وازداد نشاط الأسواق ونقل السلع بين مدن العالم الإسلامي وغيرها.
ونتيجة لازدهار المدن في القرنين الثاني عشر والثالث عشر بدأ بعض سكان المدن التخصص في إنتاج سلع معينة، فالإسكافي يصنع الأحذية، والخياط يقوم بحياكة الثياب وصانع الحلي يقوم بصنع المجوهرات والحلي، وكان بعض هؤلاء التجار يصنع كميات كبيرة من هذه السلع بغرض بيعها للتجار المتجولين الذين يقومون بدورهم بأخذها والسفر بها لبيعها وتسويقها والمتاجرة بها.

### الثورة الصناعية
زادت الثورة الصناعية، التي حدثت في أوروبا في القرن الثامن عشر الميلادي وبداية القرن التاسع عشر من أهمية البيع في أوروبا في المقام الأول، وبعد ذلك في أنحاء أخرى من العالم. فالآلات بوسعها إنتاج السلع بسرعة وبتكلفة أقل من تكلفة صنعها باليد. وفي وقت قصير أصبحت السلع التي كانت حكرا على الأثرياء في متناول الأفراد العاديين، وقد تم تصنيع العديد من المنتجات الجديدة مثل آلات الخياطة والحاصدات خلال الثورة الصناعية، ولكن الجمهور لم يبدأ في شراء هذه السلع لتوفرها فحسب بل كان لابد من إقناعهم بجدوى السلعة، وكيف أنها ستكون ذات نفع لمستخدمها. ولهذا السبب قام الكثير من المصنعين بتوظيف مندوبي مبيعات يقومون بالترويج لمنتجاتهم.
كان مندوبو المبيعات في بداية الأمر يأخذون معهم السلع عند تلقيهم لأي طلب شراء. ولكن في تلك الفترة كانت الطرق غالبا غير آمنة بسبب قطاع الطرق، علاوة على أن تكلفة نقل البضائع لمسافات بعيدة عالية خاصة إذا لم يتم البيع. ولهذا عمد البائعون المتجولون إلى أخذ عينات فقط من بضائعهم وإرسال البضاعة للمشتري فيما بعد إذا تم الشراء. وهؤلاء البائعون أصبحوا أوائل مندوبي المبيعات المتجولين.

### البيع الحديث
تغيرت واجبات ومسؤوليات مندوبي المبيعات مع توسع الدول وتنامي اقتصادها، وأصبحت عملية البيع تتطلب مهارات وتدريبات خاصة، حيث أصبحت السلع التي بيعت خلال القرن العشرين الميلادي أكثر تعقيدا وتطورا. وأصبح مندوبو المبيعات مسؤولين بصورة أكبر عن شرح سلعهم والتعريف بها، كما أصبحوا حلقة وصل مهمة بين العميل والشركة يساعدون في فض النزاعات الناشئة بينهما.

## البيع في الإسلام

### أركان عقد البيع
- العاقدان: وهما البائع والمشتري.
- المعقود عليه: وهو الثمن والمثمن.
- صيغة العقد: وينعقد البيع بكل قول أو فعل يدل على إرادة البيع والشراء وللبيع صيغتين
- الصيغة القولية وتسمى الإيجاب والقبول
- الصيغة الفعلية: وتسمى المعاطاه

### شروط البيع
لا يكون البيع صحيحا حتى تتوفر فيه سبعة شروط متى فقد شرط منها صار البيع باطلا:
- التراضي بين المتبايعين.
- أن يكون العاقد جائز التصرف.
- أن تكون العين مباحة النفع من غير حاجة.
- أن يكون البيع من مالك أو من يقوم مقامه.
- أن يكون المبيع مقدورا على تسليمه.
- أن يكون المبيع معلوما برؤية أو وصف منضبط.
- أن يكون الثمن معلوما.

### من آداب البيع والشراء
- أن لا يسوم على سوم أخيه، كأن يعرض ثمنا على البائع ليفسخ البيع في فترة الاختيار، وهذا بخلاف المزايدات قبل استقرار الثمن ليتم الاختيار الحر ويتوفر الوقت له؛ قال صلى الله عليه وسلم لا يسم المسلم على سوم أخيه مسلم·

يتراضيان بثمن ويقع الركون به فيجيء آخر فيدفع للمالك أكثر أو مثله
- أن لا يبيع على بيع أخيه، كأن يعرض على المشتري في فترة الاختيار فسخ البيع مقابل بيعه ما هو أجود أو أرخص ليتم الاختيار الحر·

قال صلى الله عليه وسلم: لا يبع بعضكم على بيع بعض مسلم·
يتراضيان على ثمن سلعة فيقول آخر أنا أبيعك مثلها بأنقص من هذا الثمن
- أن لا يروج للسلعة بالكذب وبما ليس فيها وبالقسم بالله باطلًا وبالتضليل والغش والغدر كأن يدّعي كذبًا أنه اشتراها بثمن معين أو دفع له ثمن معين·

عن عبد الله بن أبي أوفى - رضي الله عنه- أن رجلًا أقام سلعة في السوق فحلف بالله لقد أعطى فيها ما لم يعط ليوقع فيها رجلا من المسلمين، فنزل قوله تعالى: إن الذين يشترون بعهد الله وأيمانهم ثمنا قليلا أولئك لا خلاق لهم في الآخرة ولا يكلمهم الله ولا ينظر إليهم يوم القيامة ولا يزكيهم ولهم عذاب أليم آل عمران/.77
وقال صلى الله عليه وسلم: من حلف على يمين وهو فيها فاجر ليقطع بها مال امرئ مسلم لقي الله وهو عليه غضبان البخاري·
- أن تكون مواصفات السلعة وثمنها معلومة لدى المتابعين·
- وأن تبين عيوب السلعة وثمنها ولا يحاول إخفاءها حتى تنتفي كل جهالة أو غموض أو غش في السلع وفي النقود، ويقدم المشتري على الشراء عن ثقة ويتجنب التخاصم·

قال صلى الله عليه وسلم: البَيّعانِ بالخيار ما لم يتفرقا، فإن صدق البَيّعانِ بورك لهما في بيعهما، وإن كتما وكذبا فعسى أن يربحا ربحًا ويمحقا بركة بيعهما، رواه مسلم·
وقال صلى الله عليه وسلم: من باع عيبا لم يبينه، لم يزل في مقت الله ولم تزل الملائكة تلعنه ابن ماجة·
- على المشتري والبائع التحلي بالسماحة والرفق في المعاملة
- على المشتري أن يكون جادا في الشراء، فلا يتعب البائع بهدف التسلية وقضاء الوقت.
- لا تبع مالا تملك ولا تبع السلعة قبل حيازتها.
- احذر من بخس الناس أشياءهم فهذا يؤذي البائع
- احذر النجش وهو أن تزيد ثمن السلعة ولا تريد شراءها بهدف تربيح التاجر على حساب الزبون

قال رسول الله صلى الله عليه وسلم: لا تناجشوا رواه البخاري ومسلم
- لا تبع مسروقا أو مغتصبا فأنت بهذا مشترك في اثمها
- إقالة النادم: أن تقبل إرجاع السلعة بعد بيعها لحاجة المشتري إلى المال أو اكتشافه أنه غير محتاج لها وندمه على الشراء فمن حسن المعاملة الشرعية أن يقبل التاجر السلعة من المشتري النادم وله من الله في هذا الفعل الأجر والمثوبة.

عن أبي هريرة قال: قال رسول الله: من أقال مسلما بيعته أقاله الله عثرته يوم القيامة. رواه أبو داود وابن ماجه وابن حبان.

## بيع وتسويق
يوجد فرق بين وظيفتي البيع وتسويق حيث يخلط الكثير فيما بينهما مستخدما كلا الاصطلاحين للتعبير عن ذات المعني، على الرغم من الاختلاف الواضح بينهما، فالتسويق يتجه نحو الاهتمام بسياسات وإستراتيجيات أكثر شمولا وتعقيدا والمتمثلة في تجهيز السلع التي سيحتاج إليها المستهلك لاشباع حاجاته، الأمر الذي يؤكد علي ان وظيفة التسويق تسعي لتحقيق الإشباع المتبادل بين كل من البائع والمشتري أي انها تساعد علي اشباع نوعين من المنافع

## فنون البيع
القدرة على بيع السلع والخدمات. ويشتمل على تعريف الناس بمنتجات الشركة وخدماتها وبالتالي إقناعهم بالشراءو ذلك بعرض المنتج بصورة جيدة وإظهار محاسنه وقيمته وجودته الرفيعة. وبالطبع لاتحقق الشركة أرباحا إلا إذا تم شراء منتجاتها، لذا فإن البيع يعتبر أحد أهم الأنشطة التجارية. فكلما زادت مبيعات الشركة زادت منتجاتها وحققت ربحا كبيرا يوفر وظائف جديدة ويؤدي إلى انتعاش الاقتصاد وازدهاره ورقيه.

## البيع بوساطة المصنعين
يعين أصحاب المصانع موظفي مبيعات لبيع منتجاتهم لمصنعين آخرين أو لشركات تجارة الجملة أو تجار البيع بالتجزئة. ويشترط في ممثلي المبيعات الذين يعملون لدي أصحاب المصانع معرفتهم بالمنتجات التي تعرضها المصانع للبيع وكذلك احتياجات المشترين المحتملين. كما تجب معرفتهم بأسعار منتجات الشركة وشروط التسليم وسياسات البيع الأخرى.

## البيع بالجملة
يبيع تجار الجملة السلع لتجار البيع بالتجزئة، ويشتري معظم تجار الجملة سلعهم من المصانع ويركزون على تعدد أصناف السلعة الواحدة. فعلى سبيل المثال، قد يشتري تاجر مواد غذائية بالجملة، عدة أصناف من رقائق الذرة من عدة مصانع، وبالتالي تتيح محال البيع بالتجزئة للمستهلك فرصة اختيار أوسع دون الحاجة لأن يبتاع من مصنعين جدد. يذهب تجار البيع بالجملة لأصحاب محالّ البيع بالتجزئة في محلاتهم لتزويدهم بمعلومات عن سلعهم وإقناعهم بأن هذه السلع من شأنها إرضاء المستهلكين. ولذا لا بد من معرفة الأصناف التي يحتاجها المحل والأصناف المتوفرة للبيع وشروط بيع السلع.
وقد يكون لزاما على ممثلي المبيعات الذين يعملون لدى تجار الجملة وأصحاب المصانع إقناع العديد من الناس بشراء سلعهم. فمثلا، في المجمعات الاستهلاكية فإن المبالغ المخصصة لشراء الملابس يمكن اقتسامها بين مشتري الملابس الرجالية ومشتري الملابس النسائية. وعليه فإن الجهة التي تقوم ببيع ملابس إلى المجمع الاستهلاكي قد يكون عليها إرضاء الاثنين قبل إنجاز عملية بيع واحدة.

## البيع بالتجزئة
يبيع تجار التجزئة السلعة مباشرة للمستهلكين، وعادة لا يبحث تجار التجزئة عن المشترين بل ينتظرون حضور العملاء لمحالهم. وتتمثل مساعدة العملاء أساسا في الإجابة عن الأسئلة الصادرة منهم، وعليه يتعين على تجار التجزئة معرفة السلع الموجودة بالمحل، وكيفية الحصول عليها وأسعارها. ولا بد لهم كذلك من الإلمام بتشغيل آلات البيع وعد النقود وإرجاع الصرف وتغليف مشتريات العملاء.

## أنواع البيع الأخرى
يشتري المستهلكون بعض المنتجات من باعة لا يعملون في محال. مثال ذلك التأمين الذي يتم عن طريق وكلاء التأمين الذين يذهبون للناس في منازلهم. كما أن بيع وشراء العديد من المنازل يتم عن طريق وسطاء يعرفون بوكلاء العقارات. ويقوم هؤلاء الوكلاء بعرض إعلانات في الصحف اليومية يصفون فيها المنازل المعروضة للبيع ويزودون المشترين بالمعلومات والخدمات الضرورية. وأيضا يساعد سماسرة الأسهم العملاء في بيع وشراء الأسهم والسندات. ويعمل الوسطاء أيضا في البيوتات المالية وبورصات الأسهم ويقومون بتصريف أغلب أعمالهم عن طريق الهاتف.
يبيع بعض البائعين سلعهم في منازل العملاء أو عن طريق أطراف ثالثة في منازل المستهلكين. السلع التي يتم بيعها بهذه الطريقة ـ ويطلق عليها البيع المباشر ـ تشمل المراجع كالموسوعات والمعدات الكهربائية ومستحضرات التجميل. يعتبر البيع عن طريق الهاتف ممارسة شائعة في العديد من أنحاء العالم، وغالبا ما يستخدم البيع عن طريق الهاتف من قبل أصحاب المحال التجارية الذين يبيعون منتجاتهم لمحالّ تجارية أخرى. ومع هذا تستخدم هذه الطريقة أيضا لبيع سلع للمستهلك النهائي. وما دامت هذه العملية ممكنة التنفيذ فبإمكانها أن تكون طريقة اقتصادية لضمان المبيعات.وخطوات عديدة للبيع.
خطوات البيع
رغم وجود عدة أشكال للبيع فإن معظم البائعين يتبعون خطوات أساسية لإتمام عملية البيع. والخطوات هي:
- تحديد العملاء المحتملين
- الإعداد
- العرض
- الإقناع
- مسؤوليات ما بعد البيع.

وفي العديد من الحالات تميل هذه الخطوات إلى التداخل.

## تحديد العملاء المحتملين
هي العملية التي يتم عن طريقها تحديد العملاء المرتقبين. وتتطلب هذه العملية بحث البائعين عن الأفراد الذين لديهم إمكانية شراء السلعة والصلاحيات التي تخول لهم الشراء؛ إضافة إلى توفر الرغبة في الشراء، والناس الذين لديهم صلاحية شراء السلعة هم المسموح لهم وفقا للقانون بشراء تلك السلعة.
يستخدم التجار طرقا مختلفة لتحديد العملاء المحتملين تتوقف على نوع وطريقة البيع. فمثلا في حالات البيع بالتجزئة لا يبحث البائع عن العملاء بل عادة يحضر العميل نفسه إلى المحل. في حين يتعين على مندوبي مبيعات المصانع وشركات البيع بالجملة البحث عن العملاء المحتملين. وعادة ما يلجأ هؤلاء المندوبون إلى دليل الهاتف أو قائمة اتحادات التجار أو قائمة العملاء القدامى أو أية مصادر أخرى متاحة للوصول إلى العملاء المحتملين.
الإعداد. يستخدم التجار عدة أساليب لمعرفة العملاء واحتياجاتهم وشروطهم. قد توضح سجلات البيع القديمة ما إذا كان العميل المحتمل قد قام بشراء سلعة معينة في السابق. وبدراسة مثل هذه التقارير قد يتعرف مندوب المبيعات على مدى رضاء العميل وقبولهم بتلك السلعة. ويمكن كذلك أن يتعرف مندوب المبيعات على العملاء المحتملين بمجرد الملاحظة. والملاحظة غالبا تعطي البائع الفرصة للتركيز على السلعة التي يحتمل أن ترضي العميل. فمثلا ربما يلاحظ صاحب محل بيع السيارات أن سيارة أحدهم من النوع الصغير الذي يقلل استعمال الوقود. بعد هذه الملاحظة يمكن للبائع أن يستنتج أن العميل يرغب في تغيير سيارته بسيارة جديدة مشابهة. وعليه فسيركز البائع على عرض هذا النوع من السيار ات على العميل بدلا من السيارات التي تستهلك وقودا أكثر.

## إعداد السلعة
لتقديم السلعة للعميل لابد للبائع من أن يكون ملما بمعلومات وافية عنها حتى يتمكن من توضيح المواصفات الكفيلة بإغراء العميل والتي تكون أكثر نفعا له. كما أن دراسة البائع للسلعة تمكنه من الرد على أي معلومات يطلبها العميل. كذلك لا بد للبائع من دراسة السلع المنافسة الأخرى حتى يتمكن من تحديد أوجه اختلاف سلعته عن السلع المنافسة.
يتدرب معظم البائعين على طريقة عرض السلعة قبل مقابلة العملاء. وربما يشاهدون أنفسهم في الفيديو أو يستمعون إلى تسجيل للعرض لكي يعرفوا ما إذا كانوا مشدودي الأعصاب أو كثيري الكلام أو غير واثقين من أنفسهم. وقد يتدربون أحيانا أمام المرآة للتأكد من أنهم استعملوا إيماءات وتعابير صحيحة. وأحيانا يقومون بتقديم العرض لأصدقائهم أو لبائعين آخرين أو لمديري مبيعاتهم.

## العرض
يتبع العرض عادة الخطوات الثلاث التالية:
- تعرف احتياجات المشتري وطالبته
- إظهار محاسن السلعة لإقناع العميل بأنها تلبي تلك الاحتياجات.
- التقصي عند طلب الشراء. لكن العرض يجب أن يكون أكثر من مجرد عرض شامل إذ لا بد من أن يكون ممتعا ومثيرا. ولا بد من أن يركز العرض على أهمية مميزات السلعة التي من شأنها أن تثير في العميل رغبة الشراء مع إبراز الفائدة التي سينالها المشتري من شرائه السلعة المعروضة.

وقد يعرض مندوبو المبيعات أشرطة فيديو أو تسجيلات أو صورا للناس وهم يستعملون تلك السلعة. أو قد يقدمون شهادات عيان وهي بيانات مكتوبة من المشترين يبدون فيها رضاهم عن السلعة ويوصون غيرهم باستعمالها. ولدى العديد من مندوبي المبيعات أدلة بها صور للسلع ومعلومات متعلقة بها. وفي بعض الأحيان يقوم مندوب المبيعات بتجربة السلعة لإظهار محاسنها؛ فمثلا إذا كانت السلعة جهاز تلفاز يقوم مندوب المبيعات بتشغيل الجهاز بنفسه لتوضيح جودة الصورة. وتستعمل التجارب كذلك لإثبات مزاعم الباعة عن سلعة معينة. فعلى سبيل المثال، قد يقوم البائع برمي إناء الطبخ على البلاط لكي يبرهن على عدم قابليته للكسر. أما إذا كانت السلعة كبيرة الحجم أو ثقيلة بحيث يصعب حملها فربما يستعمل مندوب المبيعات عينات للعرض. وعرض العينات مفيد وعملي خاصة عند بيع بعض المنتجات كالمواد الغذائية والمنسوجات. وتقديم العميل لطلب الشراء معناه أنه اقتنع بالشراء. ومن أهم مهارات البائع إدراكه متى يكون المشتري المحتمل جاهزا للشراء، وعندها يأخذ منه الطلب.

## الإقناع
أغلب المشترين المحتملين لا يكونون على استعداد لشراء السلعة من الوهلة الأولى بل يعزفون أحيانا عن شراء السلعة؛ فقد يعتقد العميل بأن السلعة قد تكون غير مرضية لذا يتردد في شرائها وفي هذه الحالة يحاول مندوب المبيعات إقناع المشتري بأن هذا التردد لا أساس له. وإن السلعة في الواقع ذات نفع للمشتري. ومن الطرق التي تبدد مخاوف المشتري إعطاؤه فترة لتجربة استعمال المنتج وعلى هذا الأساس يمكن للعميل أن يقوم فورا بشراء السلعة، وإذا لم يرض العميل فبإمكانه أن يقوم بإرجاع السلعة خلال فترة معينة واسترداد كافة نقوده.
وفي بعض الحالات يكون رفض العميل للسلعة نهائيا أي أن العميل قرر بصفة قاطعة عدم شراء السلعة. وفي هذه الحالة يتعين على مندوب المبيعات إيقاف محاولاته بلباقة.
مسؤوليات ما بعد البيع. وهي ما يقوم به البائع بعد إتمام عملية البيع. يقوم البائع بتوثيق عملية البيع وإعطاء العميل إيصالا بذلك. ويوضح الإيصال بأن المشتري أصبح المالك القانوني لهذه السلعة. وإذا تمت عملية الشراء بالأجل يرسل مندوب المبيعات صورة من الإيصال لإدارة الحسابات في الشركة لمطالبة العميل بالدفع. وتكون هذه الصورة من الإيصال سجلا للمشتريات يتم في ضوئها سد النقص في المخزون من السلع. ويمكن أن تحفظ في ملف لتكون مرجعا. ولا بد لمندوبي المبيعات من وضع خطط لتسليم بعض السلع لمنزل المشتري، كما قد يكون ضروريا أن يقدموا للمشتري الضمان والكتيبات التي توضح طريقة التشغيل.

## تنظيم عمليات البيع
تختلف مسألة تنظيم عملية البيع من بلد لآخر. معظم الأقطار لديها اتحادات تجارية ينتمي إليها مندوبو المبيعات. وعادة ما تكون لهذه الاتحادات قوانين ومبادئ تحكم ممارسة البيع وتقوم بتزويد الأعضاء بالتوجيهات اللازمة. والهدف من هذه التوجيهات المحافظة على مستوى معين من الأداء يحكم عملية البيع من أجل حماية الباعة الشرفاء والمواطنين من الممارسات غير الأخلاقية. وهنالك في الغالب قوانين محددة تنظم عملية البيع. وللقوانين التي تحمي المستهلكين تأثير على المبيعات، فللعديد من الأقطار قوانين تختص بالكيفية التي تقوم بها مهن معينة ببيع منتجاتها أو سلعها. إضافة إلى ذلك فإن معظم الشركات تضع سياسات للتأكد من أن مندوبيها وموظفيها يستخدمون أساليب مسؤولة وعادلة عند بيعهم لسلع الشركة.

## حجم المعاملات
يمثل  حجم المعاملات مجموع عمليات ال بيع للمنتجات والخدمات المقدمة من قبل شركة. يحسب بوحدة العملة التي تستعملها الشركة وعلى مدى عام كامل. يحسب بدون الادءات، وخاصة بدون الأداء على القيمة المضافة.